# Alexandro Pozzer

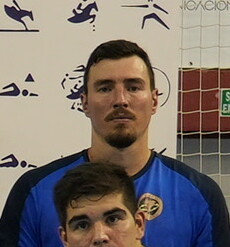
Alexandro Pozzer, Foto de 2022

Alexandro Pozzer, o Tchê (Caxias do Sul, 21 de dezembro de 1988) é um handebolista brasileiro que atua como pivô. Tem 1,92 m de altura e pesa 107 kg.

## Trajetória esportiva
Começou a praticar o handebol em 2001, na escola. O jogador fez toda a sua base no Recreio da Juventude, antes de se transferir para o Esporte Clube Pinheiros, em São Paulo.
Foi medalha de ouro nos Jogos Pan-Americanos de 2015 em Toronto e participou dos Jogos Olímpicos de 2016 no Rio de Janeiro.
Integrou a seleção nacional que participou do Campeonato Mundial de Handebol de 2017 na França.
Jogou pela Asociación Deportiva Ciudad de Guadalajara e atualmente está no Fertiberia Puerto Sagunto, ambas equipes da Espanha.

### Principais resultados[1]
- Medalha de ouro nos Jogos Pan-Americanos de Toronto em 2015
- Campeão pan-americano em 2016
- Vice-campeão pan-americano em 2014
- Vice-campeão pan-americano júnior em 2007 e 2009
- Vice-campeão pan-americano juvenil em 2006